# 소켓 AM3
소켓 AM3(Socket AM3)는 AMD의 소켓 AM2+를 잇는 마이크로프로세서 소켓으로, AM2+에서 DDR3 SDRAM을 지원하도록 강화된 소켓이다.

## 하위 소켓과의 호환성
AMD는 처음에 소켓 AM3 프로세서가 소켓 AM2 메인보드에서 동작할 수 있을 것이라고 발표하였다. 현재 AM3 프로세서는 AM2/AM2+ 메인보드와 하위 호환되면서, DDR2와 DDR3 SDRAM을 지원하는 새로운 메모리 컨트롤러를 사용하고 있다. AM2 프로세서는 새로운 메모리 컨트롤러에 대한 기능 지원이 없기 때문에 AM3 메인보드에서는 동작하지 않는다.

## 규격
PGA-ZIF 형태이며 PGA 칩 폼 팩터를 갖는다. 941개의 핀을 갖고 있다. 단, 이는 소켓의 규격이며 AMD의 소켓 AM3 타입 프로세서는 938개의 핀만 갖고 있다.
- FSB: 200 MHz 시스템 클럭에 2GHz 하이퍼트랜스포트 3.0을 지원한다.
- 전압 범위: 분리된 CPU/메모리 컨트롤러 전압

### 지원 프로세서
- DDR3 지원 페넘II 시리즈
- 애슬론 II 시리즈
- 옵테론 (1P 서버용)

## 소켓 AM3+
AM3+는 차기 Zambezi CPU에 맞추어 설계된 AM3 소켓의 개정판으로, 불도저 마이크로아키텍처를 이용하고 AM3 프로세서와의 호환성을 유지한다. 이에 대한 기능들은 아직 알려지지 않았다.

## 같이 보기
- 애슬론 II
- 페넘 II